# Металург (стадіон, Макіївка)
Металург - футбольний стадіон у Макіївці. Мав бути домашньою ареною донецького «Металургу».

## Історія
Будівництво розпочалося у 2006 році, але переносилося, у 2006 після запуску заміської бази клубу та у 2008 через фінансові проблеми. Завершення будівництва планувалося у 2010 році, але стадіон досі не добудували.